# Дзооле
Дзоо́ле (англ. Dzoole) — традиційна громада у складі дистрикту Дова Центрального регіону Малаві.
Населення — 98609 осіб (2018).